# Ourikéla
Ourikéla es una comuna o municipio del círculo de Yorosso de la región de Sikasso, en Malí. En abril de 2009 tenía una población censada de 23 834 habitantes.
Se encuentra ubicada al sur del país y al oeste de la región de Yorosso, junto a la frontera con Burkina Faso.